# French Open 2015 – čtyřhra legend do 45 let
Mužská čtyřhra legend do 45 let na French Open 2015 byla hrána v rámci dvou tříčlenných skupin. V základní skupině se páry utkaly systémem „každý s každým“. Vítězná dvojice z každé skupiny postoupila do finále.
Obhájcem titulu byli zástupci íránského a francouzského tenisu Mansour Bahrami a Fabrice Santoro, kteří nestartovali společně. Bahrami již nastoupil do paralelně probíhající soutěže legend nad 45 let. Spoluhráčem Santora se stal krajan Sébastien Grosjean, s nímž nepostoupil ze základní fáze.
Titul vyhrála dvojice španělských antukářů Juan Carlos Ferrero a Carlos Moyà, která ve finále zdolala francouzský pár Arnaud Clément a Nicolas Escudé po dvousetovém průběhu 6–3 a 6–3.

## Pavouk
| Legenda                                                       |                                                                        |                                                   |
| - Q – kvalifikant - WC – divoká karta - LL – šťastný poražený | - Alt – náhradník - SE – zvláštní výjimka - PR/SR – žebříčková ochrana | - w/o – bez boje - r – skreč - d – diskvalifikace |

### Finále
| Finále |                                 |   |   |  |
|        |                                 |   |   |  |
|        |                                 |   |   |  |
| A2     | Juan Carlos Ferrero Carlos Moyà | 6 | 6 |  |
| B1     | Arnaud Clément Nicolas Escudé   | 3 | 3 |  |

### Skupina A
|    |                                    | Grosjean Santoro | Ferrero Moyà  | Chang Ivanišević | Zápasy | Sety | Hry   | Pořadí |
| A1 | Sébastien Grosjean Fabrice Santoro |                  | 6–4, 3–6skreč | 6–3, 6–3         | 1–1    | 3–1  | 21–16 | 2.     |
| A2 | Juan Carlos Ferrero Carlos Moyà    | 4–6, 6–3skreč    |               | 6–3, 6–3         | 2–0    | 3–1  | 22–15 | 1.     |
| A3 | Michael Chang Goran Ivanišević     | 3–6, 3–6         | 3–6, 3–6      |                  | 0–2    | 0–4  | 12–24 | 3.     |

Pořadí bylo určeno na základě následujících kritérií: 1) počet vyhraných utkání; 2) počet odehraných utkání; 3) u tří párů se stejným počtem výher rozhodovalo: a) procento vyhraných setů, b) procento vyhraných her; 5) rozhodnutí řídící komise.

### Skupina B
|    |                                     | Clément Escudé   | Bruguera Gaudio  | Kafelnikov Medveděv | Zápasy | Sety | Hry   | Pořadí |
| B1 | Arnaud Clément Nicolas Escudé       |                  | 5–7, 6–1, [10–8] | 6–4, 7–5            | 2–0    | 4–1  | 25–17 | 1.     |
| B2 | Sergi Bruguera Gastón Gaudio        | 7–5, 1–6, [8–10] |                  | 4–6, 4–6            | 0–2    | 1–4  | 16–24 | 3.     |
| B3 | Jevgenij Kafelnikov Andrij Medveděv | 4–6, 5–7         | 6–4, 6–4         |                     | 1–1    | 2–2  | 21–21 | 2.     |

Pořadí bylo určeno na základě následujících kritérií: 1) počet vyhraných utkání; 2) počet odehraných utkání; 3) u tří párů se stejným počtem výher rozhodovalo: a) procento vyhraných setů, b) procento vyhraných her; 5) rozhodnutí řídící komise.